# Alan Henderson
Alan Lybrooks Henderson (* 2. Dezember 1972 in Morgantown, West Virginia) ist ein ehemaliger US-amerikanischer Basketballspieler. 1998 wurde Henderson zum NBA Most Improved Player ausgezeichnet.

## NBA
Henderson erzielte für die Mannschaft der Indiana University zwischen 1991 und 1995 in 124 Einsätzen im Schnitt 16 Punkte je Begegnung. Seinen Höchstwert erreichte er 1994/95 mit 23,5 Punkten. Er spielte dort unter Trainer Bob Knight.
1995 wurde Henderson im NBA Draft an 16. Stelle von den Atlanta Hawks ausgewählt. Henderson spielte zwölf Jahre in der National Basketball Association, darunter neun Jahre für die Atlanta Hawks, wo er seine erfolgreichste Zeit hatte und 1998 zum NBA Most Improved Player, als meistverbesserter Spieler der Saison ausgezeichnet wurde. Er hatte auch in diesem Jahr mit 14,8 Punkte und 6,4 Rebounds seine sportlich beste Zeit. Danach stagnierten seine Leistungen und nach einer schweren Verletzung in der Saison 2001/02 fand er nicht mehr zur alten Leistung zurück. 2004 wurde er zu den Dallas Mavericks transferiert. Dort kam er, wie auch in den letzten beiden Stationen in Cleveland und Philadelphia, nur sporadisch zum Einsatz. In seiner Karriere erzielte Henderson 7,8 Punkte und 5,0 Rebounds im Schnitt.